# Богуславська Ксенія Леонідівна
Ксенія Леонідівна Богуславська (Богуславська-Пуні, Пуні-Богуславська; 24 січня 1892 — 3 травня 1971) — російська художниця, дизайнерка, поетеса українського походження. 
Нею захоплювались, їй присвячували вірші, згадували у своїх творах, зокрема, В. Хлєбніков, описуючи її як Мавку у творі ,,Ночі в Галичині", та Б. Лівшиць.

## Біографія
Ксенія Богуславська, в родині та серед друзів Оксана, походила з української родини. Російська поетка Віра Лур'є залишила спогади про перебування за кордоном, у яких є такі слова: 
Кубист Іван Пуні був красенем, та жінками взагалі не цікавився, хоча і був одружений. Його живописна манера залишилась мені чужою. Його дружина, українськая художниця Ксенія Леонідівна Богуславська, зі своєї сторони, любила жінок і товаришувала з маловідомою поетесою та художницею Феррарі, котра проживала на Клейстштрассе в Шененберзі, навпроти дому, де було ательє Пуні. Картини Ксениї Богуславської я не можу згадати, ймовірно, вони не особливо мене вразили.
Належала до творчого товариства художників-авангардистів «Супремус». Від 1913 року перебувала в шлюбі з Іваном Пуні. Їхня квартира й майстерня на 6-му поверсі будинку 1/56 на Гатчинській вулиці в Санкт-Петербурзі, де вони проживали від 1913 до 1915 року, була своєрідним «салоном», місцем зустрічей художників і поетів, авангардистів і футуристів:
 «…Це був петербурзький різновид будинку Екстер, тільки 'богемніший'. У Пуні бували ми всі: Хлєбников, Маяковський, Бурлюк, Матюшин, Сєверянин. Дотепна, повна енергії, зовні чарівна Ксана Пуні дуже скоро зуміла виявитися центром, до якого тяжіли будетляни, чиє існування було досить незатишним.…»(Бенедикт Лівшиць).
Навчалася в художній школі Товариства заохочення мистецтв. У 1911—1913 роках проживала в Парижі, займалася в Російській академії, заробляла розписом тканин для фірми П. Пуаре. 1913 року повернулася до Петербурга. Брала участь у першій футуристичній виставці (1915), виставках «Бубновий валет» (1919), «Світ мистецтва» (1916—1918) та ін.
У 1915-1916 роках перебувала з чоловіком у селі Вербівка під Києвом у відомому артцентрі української вишивки, заснованому Наталією Давидовою.
У ці роки Богуславська на свої кошти випустила збірку «Рыкающий Парнас», у якій брали участь Ігор Сєверянин, Микола і Давид Бурлюки, Іван Пуні, Бенедикт Лівшиць та ін. (збірку заборонила цензура, тираж вилучено). 1915 року подружжя Пуні організувало в Петрограді виставки «Трамвай В», «0,10», в яких брали участь найвизначніші художники — авангардисти і (футуристи, безпредметники). Подружжя Пуні проголошувало в листівці, яку поширювали на виставці «0,10», «свободу предмету від сенсу».
1919 року через Фінляндію емігрувала до Берліна. Виконувала обкладинки для німецьких і російських видавництв, а також займалася сценографією в театрі-кабаре «Синій птах» і Російському романтичному театрі. Від 1920 року проживала в Німеччині. Брала участь у 1-й Російській художній виставці в Берліні (1922). Від 1924 року проживала в Парижі.
У Парижі брала участь разом з чоловіком у виставках українських художників.
У 1925 році виставила свої картини на спільній з чоловіком виставці в галереї Барбазангес. Займалася створенням моделей одягу та малюнками для тканин для різних фірм. Брала участь в Салоні незалежних (1966), салоні Нових реальностей (Vincennes, Parc Floral, 1972). Брала участь в організації виставок Івана Пуні в Musée de l'Orangerie (1966) і галереї Passali (1974). 1959 року подарувала Музею сучасного мистецтва Парижа 12 картин свого чоловіка, у 1966 році передала Національній бібліотеці його гравюри та документи.